# Patrick Kluivert
  Patrick Kluivert    (Amsterdam, 1 de juliol de 1976) és un exfutbolista neerlandès. Forma part del FIFA 100 i és el tercer màxim golejador històric de la de la seva selecció amb 40 gols en 79 partits internacionals, rere Robin Van Persie i Klaas-Jan Huntelaar. És també el vuitè màxim golejador de la història del FC Barcelona. Des de 2019 és el director de futbol formatiu del Barça.

## Biografia
Davanter centre o mitja punta d'una exquisida qualitat tècnica, i un fort físic (1,88 m i 80 kg), encara que amb escàs gol. Kluivert, és un davanter d'equip amb grans recursos, i sempre disposat a donar l'última passada als seus companys. Juga molt bé d'esquena a porta, pel que, en el seu moment, va ser considerat el millor davanter del món d'esquena a porteria.
Va despuntar molt jove en el triomfal Ajax Amsterdam de Louis Van Gaal, que a mitjans dels anys 90' faria història al conquistar tots els títols disputats tant als Països Baixos com a Europa.
Va debutar en aquest club l'any 1995 amb 18 anys i el mateix any va marcar l'únic gol de la final de la Copa d'Europa, gol que li va donar el títol a l'Ajax per 1-0. Es va convertir, d'aquesta manera, en el jugador més jove a marcar un gol en una final de Copa d'Europa, entrant així a la història. Aquest gran començament augurava una excel·lent carrera esportiva, i els grans equips europeus no van trigar a fixar-s'hi.
El 1997, amb 21 anys, i sent ja un dels futbolistes més cotitzats d'Europa, va fitxar per un dels millors clubs del món, l'AC Milan. No obstant això, la classe del davanter neerlandès no va ser suficient perquè li anessin bé les coses a la dura lliga italiana. Va tenir innombrables problemes d'adaptació, i una agra discussió amb l'entrenador el va dur a la banqueta. Per això, a l'estiu de 1998, el conjunt italià va traspassar-lo al FC Barcelona, que va pagar 2.100 milions de pessetes per ell.
A Barcelona es va retrobar amb l'entrenador que més havia confiat en ell a l'Ajax, el també neerlandès Louis Van Gaal. A més, també va coincidir a Barcelona amb altres set compatriotes seus (Phillip Cocu, Michael Reiziger, Boudewijn Zenden, Ruud Hesp, Frank de Boer, Ronald de Boer i Winston Bogarde) que li van facilitar la integració al club català.
La seva primera temporada va ser probablement la millor en el conjunt blaugrana. Titular indiscutible, va poder demostrar el millor del seu futbol. A més dels neerlandesos citats, el FC Barcelona també comptava amb jugadors de la talla de Rivaldo, Luis Figo, Pep Guardiola, Luis Enrique, Abelardo, Xavi o Sergi. Un gran equip que va guanyar el campionat espanyol de Lliga de forma folgada, amb 11 punts d'avantatge sobre el segon classificat, el Reial Madrid. Kluivert va jugar 35 partits en la Lliga, marcant 15 gols.
En les següents temporades no va poder guanyar cap altre títol. El Barcelona, va acusar la baixa forma de Kluivert, que unit a la marxa de Luis Figo i al pobre rendiment dels nous fitxatges, com Marc Overmars o Petit, van causar un gran daltabaix que es perllongaria durant 5 llargs anys sense guanyar cap títol.
La temporada 2003-2004 va ser la seva última campanya a l'equip barcelonista. El mal rendiment de l'equip (Kluivert inclòs) va propiciar al juliol de 2004 una remodelació dràstica de l'equip, en accedir Joan Laporta a la presidència del club. Kluivert, juntament amb altres jugadors de la primera plantilla del FC Barcelona sortirien de Barcelona per la porta de darrere. Kluivert es va divorciar de la seva esposa Ángela per aquestes mateixes dates. A més, una lesió el va mantenir apartat de l'equip durant gairebé tres mesos. Va acabar la temporada amb un balanç de tan sols vuit gols, i sent esbroncat en el seu comiat del Camp Nou pel seu propi públic.
Al mateix temps Kluivert va anar a poc a poc desapareixent dels onzes titulars de la selecció del seu país, degut al fet que Marco van Basten sempre ha preferit la joventut a les "velles glòries".
Després d'aquesta etapa va fitxar per una temporada (2004-2005) pel Newcastle anglès. Kluivert havia estat seguit molt de prop per diversos equips anglesos, des de la seva primera temporada al Barça, i el jugador mai havia ocultat el seu gust pel futbol anglès. No obstant això, les coses no li van anar gens bé a la Premier League. Va arribar a les garses com el substitut ideal de l'Alan Shearer, però el seu rendiment no va ser l'esperat, arribant a l'instant de veure's relegat a la banqueta precisament per l'Alan Shearer, aquell a qui ja volien jubilar. Al final d'any, el club anglès no va executar la clàusula que li permetia perllongar el contracte.
Amb la carta de llibertat, Kluivert va fitxar, el juny del 2005, pel València CF, club amb el qual es va comprometre per tres temporades i al que arribava com a fitxatge estrella.
Arribat a València com el cap d'un nou projecte liderat per Quique Sánchez Flores, va començar de titular en la disputa de la Intertoto, durant la pretemporada, on fins i tot es va estrenar amb un gol, però a l'inici de la Lliga, va ser relegat a la banqueta. De nou el jugador tornava a mostrar un fons físic bastant dolent, i la ferotge competència a la davantera valencianista el deixaria sense massa oportunitats. Al final de la campanya, va rescindir el contracte que l'unia al club.
L'estiu de 2006 va ser llarg pel jugador, va veure com es truncava el seu fitxatge per l'Hamburg, ja que el club alemany va desistir en l'últim moment, dubtant de l'estat dels seus genolls, que tants problemes li van donar al llarg de la seva carrera. Finalment, i després de valorar diverses ofertes, Kluivert va signar amb el PSV Eindhoven neerlandès, tornant així a la seva terra, en un any marcat pel retorn a l'Eredivisie de velles glòries del futbol neerlandès, com Edgar Davids i Jaap Stam. Al PSV es va retrobar amb vells companys d'equip, com Cocu i Reiziger, amb qui va coincidir en Barça i en la selecció Orange.
En la seva primera temporada al PSV Eindhoven, les coses li van ser molt bé a l'equip, ja que va guanyar la Eredivise, i va arribar lluny a la Champions League, no obstant això, a nivell personal, després d'un prometedor començament de temporada, en Patrick va veure com a poc a poc el peruà Farfán li anava llevant la titularitat, i perdia així a poc a poc la confiança del seu entrenador, Ronald Koeman. Al final de la temporada, va ser totalment marginat per Koeman, i va acabar abandonant el club. Es diu que van sorgir per ell ofertes del futbol mexicà, nord-americà i de països àrabs, però mai es van concretar.
El 30 de juny del 2007 va fitxar pel Lille OSC de la Lliga 1 de França. Es va retirar el 2008, i des de llavors ha fet d'entrenador, bàsicament en equips juvenils. Des de 2019 és el director de futbol formatiu del Barça.

## Internacional
Actualment és el màxim golejador de la història de la selecció de futbol dels Països Baixos amb 40 gols en 79 partits, per davant de jugadors històrics com Dennis Bergkamp o Johan Cruyff. Va debutar el 1994, en un partit contra la República Txeca amb tan sols 18 anys. Des de llavors, ha disputat 3 Eurocopes (1996, 2000, 2004), sent el màxim golejador l'any 2000 amb 5 gols, i el Mundial de França 98, on va marcar 2 gols. L'Eurocopa de Portugal de 2004 va ser l'última gran competició que ha jugat amb la Taronja mecànica.

### Participacions en Copes del Món
- Copa del Món de Futbol 1998, França - (amb la Països Baixos, va quedar quarta classificada del Mundial, va ser eliminada a semifinals pel Brasil.) - 1998

### Participacions en l'Eurocopa
- Eurocopa de futbol del 1996, d'Anglaterra - (Països Baixos, va ser eliminada a quarts de final, Kluivert va jugar en 5 partits i va marcar 2 gols.) - 1996
- Eurocopa de futbol del 2000, als Països Baixos i Bèlgica - (amb la Països Baixos, va arribar fins semifinals, eliminada per Itàlia. Kluivert va ser el màxim golejador del campionat, marcant en 6 partits, 5 gols.) - 2000
- Eurocopa de futbol del 2004, a Portugal - (amb la Països Baixos, va arribar fins a les semifinals.) - 2004

## Clubs
| Temporada | Club                | País          | Lliga             | Partits | Gols | Europa | Gols |
| --------- | ------------------- | ------------- | ----------------- | ------- | ---- | ------ | ---- |
| 1994/95   | Ajax Amsterdam      | Països Baixos | Eredivisie        | 25      | 18   | 10     | 2    |
| 1995/96   | Ajax Amsterdam      | Països Baixos | Eredivisie        | 28      | 16   | 8      | 5    |
| 1996/97   | Ajax Amsterdam      | Països Baixos | Eredivisie        | 21      | 14   | 5      | 3    |
| 1997/98   | AC Milan            | Itàlia        | Serie A           | 27      | 6    | -      | -    |
| 1998/99   | FC Barcelona        | Catalunya     | Primera Divisió   | 35      | 15   | -      | -    |
| 1999/00   | FC Barcelona        | Catalunya     | Primera Divisió   | 26      | 15   | 14     | 7    |
| 2000/01   | FC Barcelona        | Catalunya     | Primera Divisió   | 31      | 18   | 12     | 5    |
| 2001/02   | FC Barcelona        | Catalunya     | Primera Divisió   | 33      | 18   | 17     | 7    |
| 2002/03   | FC Barcelona        | Catalunya     | Primera Divisió   | 36      | 17   | 16     | 5    |
| 2003/04   | FC Barcelona        | Catalunya     | Primera Divisió   | 21      | 8    | 4      | 2    |
| 2004/05   | Newcastle United FC | Anglaterra    | FA Premier League | 25      | 6    | 6      | 5    |
| 2005/06   | València CF         | País Valencià | Primera Divisió   | 10      | 1    | 5      | 1    |
| 2006/07   | PSV Eindhoven       | Països Baixos | Eredivisie        | 16      | 3    | 3      | 0    |
| 2007/08   | Losc Lille          | França        | Ligue 1 Orange    | 13      | 4    | -      | -    |
|           | Total               |               |                   | 336     | 156  | 100    | 42   |

## Palmarès

### Campionats estatals
- Amb l'Ajax Amsterdam:
  - 2 Lligues dels Països Baixos: 1995 i 1996
  - 2 Supercopes dels Països Baixos: 1994 i 1995
- Amb el PSV Eindhoven:
  - 1 Lliga dels Països Baixos: 2007
- Amb el FC Barcelona:
  - 1 Lligues: 1999.
  - 2 Copes Catalunya: 2000 i 2003.
  - 5 Trofeus Joan Gamper: 1999, 2000, 2001, 2002 i 2003.
  - 1 Trofeu Centenari del Ajax d'Amsterdam: 2000.
  - 1 Trofeu Ciutat de la Línea: 2000.
- Amb el València CF
  - 1 Trofeu Naranja: 2006

### Copes internacionals
- Amb l'Ajax Amsterdam:
  - 1 Copa Intercontinental: 1995.
  - 1 Copa d'Europa: 1995.
  - 1 Supercopa d'Europa: 1995.

### Trofeus Individuals
- - Trofeu Bravo al millor jugador jove de l'any 1995.
  - Trofeu al millor jugador de la final de la Copa Intercontinental del 1995.
  - Trofeu al talent de la liga neerlandesa el 1995.
  - Escollir per Pelé a la lista FIFA 100, on estan els 125 millors jugadors (vius) del planeta.
  - Màxim golejador en la història de la seva selecció nacional, Selecció de futbol dels Països Baixos.
  - Pichichi de l'Eurocopa de futbol 2000, amb 5 gols.
  - Record UEFA de ser el jugador més jove de tota la història de la Lliga de Campions de la UEFA en marcar un gol en una final (1995).

## Llibres
- L'any 2006 va publicar el seu primer llibre autobiogràfic, titulat: Kluivert.